# Острова Общества
Острова́ О́бщества (фр. Îles de la Société, таит. Tōtaiete mā) — группа островов в Тихом океане, являющаяся частью Французской Полинезии. На Островах Общества проживает большинство жителей Французской Полинезии.

## География
Острова Общества — тропический архипелаг вулканического происхождения, который находится на западе Французской Полинезии. Площадь — 1593 км².
Острова Общества подразделяются на две группы — Наветренные и Подветренные:
| №                    | Остров или риф | Площадь суши, км² | Площадь лагуны, км² | Население, чел. (2007) | Плотность, чел./км² | Координаты                 |
| -------------------- | -------------- | ----------------- | ------------------- | ---------------------- | ------------------- | -------------------------- |
| Наветренные          |                |                   |                     |                        |                     |                            |
| 1                    | Маиао          | 9                 | —                   | 299                    | 33,22               | 17°39′ ю. ш. 150°38′ з. д. |
| 2                    | Мехетиа        | 2,3               | —                   | необитаем              | —                   | 17°52′ ю. ш. 148°04′ з. д. |
| 3                    | Муреа          | 133,5             | —                   | 16 191                 | 121,28              | 17°31′ ю. ш. 149°49′ з. д. |
| 4                    | Таити          | 1042              | —                   | 178 133                | 170,95              | 17°40′ ю. ш. 149°27′ з. д. |
| 5                    | Тетиароа       | 6                 | —                   | необитаем              | —                   | 16°26′ ю. ш. 152°15′ з. д. |
| Подветренные острова |                |                   |                     |                        |                     |                            |
| 6                    | Бора-Бора      | 38                | —                   | 8927                   | 234,92              | 16°29′ ю. ш. 151°44′ з. д. |
| 7                    | Мануаэ         | 4                 | —                   | необитаем              | —                   | 16°32′ ю. ш. 154°41′ з. д. |
| 8                    | Маупити        | 11                | —                   | 1231                   | 111,91              | 16°26′ ю. ш. 152°15′ з. д. |
| 9                    | Маупихаа       | 2,6               | —                   | необитаем              | —                   | 16°48′ ю. ш. 153°57′ з. д. |
| 10                   | Моту-Оне       | 3                 | —                   | необитаем              | —                   | 15°48′ ю. ш. 154°32′ з. д. |
| 11                   | Раиатеа        | 168               | 70                  | 12 024                 | 71,57               | 16°44′ ю. ш. 151°27′ з. д. |
| 12                   | Тахаа          | 88                | —                   | 5003                   | 56,85               | 16°37′ ю. ш. 151°30′ з. д. |
| 13                   | Тупаи          | 11                | —                   | необитаем              | —                   | 16°17′ ю. ш. 151°50′ з. д. |
| 14                   | Хуахине        | 74,8              | —                   | 5999                   | 80,20               | 16°44′ ю. ш. 151°02′ з. д. |
|                      | Всего          | 1593,20           | 70                  | 227 807                | 142,99              | 17°32′ ю. ш. 149°50′ з. д. |

## История

Королевства, существовавшие на островах

Первым европейцем, увидевшим острова Общества, был голландский мореплаватель Якоб Роггевен, который 6 июня 1722 проплыл рядом с Бора-Бора и Маупити. Роггевен ошибочно принял их за острова архипелага Тонга, которые посетил в 1616 Якоб Лемер.
В 1767 британская экспедиция под руководством Самюэла Уоллиса открыла острова Мехетиа (17 июня), Таити (18 июня), Муреа (27 июля), Маупихаа (29 июля) и Моту-Оне (29 июля). Уоллис сделал пятинедельную остановку на Таити.
Первая экспедиция Джеймса Кука посетила Таити в 1769 для наблюдения за прохождением Венеры. Кук открыл Хуахине, Раиатеа, Тахаа, Тупаи, и Тетиароа. Изначально Кук назвал островами Общества (англ. Society Islands) только Подветренные острова, в честь Лондонского королевского общества, финансировавшего экспедицию. Позднее название стало использоваться для всего архипелага. В 1788—1880 на островах существовало полинезийское государство Королевство Таити, которое потом (1842—1880 годы) было французским протекторатом, а после 1880 — колонией Франции.

## Административное деление
Архипелаг включает два административных подразделения: Наветренные и Подветренные острова, которые делятся на 20 коммун (13 — Наветренные и 7 — Подветренные острова).
| №                    | Коммуна           | Площадь, км² | Население, чел. (2007) | Плотность, чел./км² |
| -------------------- | ----------------- | ------------ | ---------------------- | ------------------- |
| Наветренные          |                   |              |                        |                     |
| 1                    | Аруа              | 18,3         | 9 458                  | 516,83              |
| 2                    | Фааа              | 34           | 29 851                 | 877,97              |
| 3                    | Хитиа О Те Ра     | 218          | 8 683                  | 39,83               |
| 4                    | Маина             | 52           | 14 369                 | 276,33              |
| 5                    | Муреа-Маиао       | 142,5        | 16 490                 | 115,72              |
| 6                    | Паеа              | 65           | 12 084                 | 185,91              |
| 7                    | Папара            | 93           | 10 615                 | 114,14              |
| 8                    | Папеэте (столица) | 19           | 26 017                 | 1369,32             |
| 9                    | Пираэ             | 35           | 14 475                 | 413,57              |
| 10                   | Пунаауиа          | 76           | 25 441                 | 334,75              |
| 11                   | Таиарапу-Эст      | 216          | 11 549                 | 53,47               |
| 12                   | Таиарапу-Оуест    | 104          | 7 002                  | 67,33               |
| 13                   | Тева И Юта        | 120          | 8 589                  | 71,58               |
| Подветренные острова |                   |              |                        |                     |
| 14                   | Бора-Бора         | 49           | 8 927                  | 182,18              |
| 15                   | Хуахине           | 74,8         | 5 999                  | 80,20               |
| 16                   | Маупити           | 20,6         | 1 231                  | 59,76               |
| 17                   | Тахаа             | 88           | 5 003                  | 56,85               |
| 18                   | Тапутапуатеае     | 88,5         | 4 614                  | 52,14               |
| 19                   | Тумараа           | 63,5         | 3 632                  | 57,20               |
| 20                   | Утуроа (столица)  | 16           | 3 778                  | 236,13              |
|                      | Всего             | 1593,2       | 227 807                | 142,99              |

## Население
По переписи 2007 года на островах число жителей составляет 227 807 человек (194 623 чел. — Наветренные и 33 184 чел. — Подветренные острова). Главным островом островов Общества является Таити, на котором живут 70 % всего населения и где расположена столица Французской Полинезии Папеэте. Основное количество жителей сосредоточено в прибрежных регионах, в горных центрах островов население весьма редкое.

## Экономика
Экономически Острова Общества наиболее важные из пяти архипелагов этого заморского сообщества Франции.